# Santé (Apple)
Santé (ou HealthKit) est l'application mobile développée pour le système d'exploitation iOS, et qui permet à l'utilisateur de suivre différents points de santé.

## Fonctionnalités
Le logiciel fut publié pour la première fois sous iOS 8, et permet de recueillir toutes les données médicales provenant de l'Apple Watch, de l'application Forme, et de l'iPhone de l'utilisateur, de façon confidentielle. L'utilisateur peut également en ajouter notamment son poids, sa taille, sa mobilité, sa nutrition, ou encore ses symptômes. Des applications tierces peuvent également demander à inscrire des données dans l'application Santé, mais peuvent également demander à se servir des certaines données, comme les jeux de Niantic. Ida Tin participe a la création de l’application.
Il intègre également le dossier médical de l'utilisateur, si celui-ci est renseigné, ce qui permet en cas de problème dans un lieu public de pouvoir se renseigner sur l'état de santé de l'utilisateur simplement en maintenant appuyé simultanément les boutons "power" et "volume plus", même si l'iPhone est verrouillé. La fonction est également disponible sur l'Apple Watch en maintenant appuyé le "bouton latéral".
Sous iOS 9, il est possible de suivre l'activité sexuelle et la reproduction ainsi que le cycle menstruel.
Avec iOS 10, l'application reçoit un changement d'interface graphique et plusieurs tutoriels vidéo, publiés par Apple.
Depuis iOS 14 et WatchOS 7, il est possible de suivre plus précisément le suivi du sommeil sans passer par une application tierce.
Depuis iOS 17, il est possible de répondre à un quizz sur sa santé mentale.

### Logiciel Similaire
- Forme (Apple)

### Logiciel Concurrent
- Flo (application)